# Aurora (álbum)
Aurora (オーロラ) é o segundo álbum da banda japonesa Nico Touches the Walls lançado no Japão em 25 de novembro de 2009, pela Ki/oon Records. O álbum conta com três singles, incluindo a canção de abertura de Fullmetal Alchemist: Brotherhood, "Hologram". Foi produzido por Seiji Kameda.

## Recepção
Alcançou a décima sétima posição nas paradas da Oricon Albums Chart e vendeu 11,322 cópias na primeira semana.

## Faixas
| N.º            | Título                                                           | Duração |  |
| 1.             | "Aurora"                                                         | 1:43    |  |
| 2.             | "Hologram" (ホログラム)                                          | 4:08    |  |
| 3.             | "Me" (芽)                                                        | 4:55    |  |
| 4.             | "Lonesome Ghost"                                                 | 3:49    |  |
| 5.             | "Bigfoot" (ビッグフット)                                         | 4:53    |  |
| 6.             | "Kakera ~Subete No Omoitachi He~" (かけら～総べての想いたちへ～) | 4:32    |  |
| 7.             | "Sabitekita" (錆びてきた)                                        | 3:36    |  |
| 8.             | "Leo" (レオ)                                                     | 5:06    |  |
| 9.             | "N Kyoku to N Kyoku" (Ｎ極とＮ極)                                | 2:55    |  |
| 10.            | "Fūjin" (風人)                                                   | 4:22    |  |
| 11.            | "Nami" (波)                                                      | 4:44    |  |
| 12.            | "Tomato" (トマト)                                                | 6:23    |  |
| Duração total: | Duração total:                                                   | 51:11   |  |

## Músicos
- Tatsuya Mitsumura (光村龍哉) – vocais, guitarra
- Daisuke Furumura (古村大介) – guitarra
- Shingo Sakakura (坂倉心悟) – baixo
- Shotaro Tsushima (対馬祥太郎) – bateria